# José Rodrigues Dias

## José Rodrigues Dias
Nasceu a 7 de outubro de 1924 em Almada, e como a maioria das crianças começou a praticar futebol chegando a jogar semiprofissional pelo Sintrense. Formou-se em Educação Física, o que lhe permitiu iniciar a sua carreira de preparador físico e treinador, tendo trabalhado com a FPF, nas camadas jovens e na Seleção A.

Chegou ao Sporting a 7 janeiro de 1978, para substituir Paulo Emílio que teve problemas com a direção do clube devido à sua decisão de viajar para o Brasil no natal sem informar os seus superiores. 
Começou com uma vitória no Estádio José Alvalade por 3-0 contra o União de Coimbra,num jogo a contar para os dezasseis avos de final da Taça de Portugal. Quando assumiu o cargo de treinador principal, o Sporting encontrava-se em 3º lugar no Campeonato e foi em 3º que ficou até ao final, no entanto conquistou a 10ª Taça de Portugal, a 24 de junho de 1978, contra o FC Porto.  
Apesar da vitória na finalíssima contra o Porto,  João Rocha (Presidente do Sporting) decidiu contratar Milorad Pavic, para assumir o comando da equipa, o que fez com que Rodrigues Dias passasse a ser o novo adjunto e preparador físico. Nessa época o Sporting ficou em 3º lugar  no Campeonato e perdeu na final da Taça de Portugal para o Boavista. Numa decisão de Pavic e João Rocha, o treinador deixou de exercer funções. Consequentemente Rodrigues Dias voltou a ser treinador principal.
A época 1979/80 começou bem, tendo como único grande deslize uma derrota no Restelo. No entanto, uma derrota frente ao  SL Benfica no Estádio da Luz a 4 de novembro e a derrota contra o 1.FC Kaiserslautern, que eliminou o Sporting da Taça UEFA (esta derrota é muito polemica devido a uma suposta compra dos árbitros por parte dos alemães, mas a equipa não foi eliminada da competição o que resultou na derrota do Sporting), para além da recusa de Rodrigues Dias em viajar para Angola, levaram ao seu despedimento e a Fernando Mendes assumir o cargo. No final da temporada o Sporting obteve o seu 15º campeonato nacional.
Após a saída do Sporting, Rodrigues Dias treinou clubes como o S.C. Beira-Mar, Vitória F.C. e Belenenses, não tendo alcançado nenhuma conquista.
Morreu em Queijas, a 27 de Setembro de 2007.

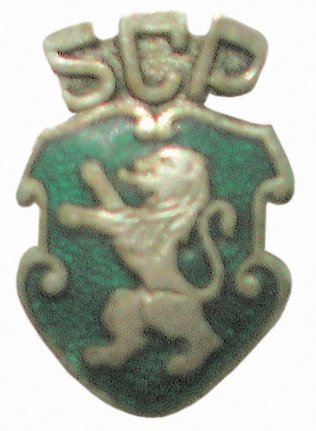
Sporting Clube de Portugal Crest

| Época   | Jogos | Vitórias | Empates | Derrotas | Golos Marcados | Golos Sofridos | %Vitórias | Títulos |
| ------- | ----- | -------- | ------- | -------- | -------------- | -------------- | --------- | ------- |
| 1977/78 | 24    | 17       | 2       | 5        | 43             | 22             | 75        | TP      |
| 1979/80 | 7     | 3        | 3       | 3        | 25             | 12             | 65.4      | CN      |
| TOTAL   | 37    | 24       | 5       | 8        | 68             | 34             | 71.6      | CN/TP   |

## REFERÊNCIAS
1. ↑  «Estudos e inicio de carreira». Sporting Canal. Consultado em 25 de dezembro de 2023
2. ↑  «Carreira de Treinador». Sporting Canal. Consultado em 25 de dezembro de 2023
3. ↑  «Estatísticas e Títulos». Sporting Canal. Consultado em 25 de dezembro de 2023